# 新野町 (太田市)
新野町（にいのちょう）は、群馬県太田市にある地名（町丁）。郵便番号は373-0032。

## 概要
鳥之郷地区にある町丁。

## 地理
中央を蛇川が流れている。

### 近隣町丁
- 城西町
- 脇屋町
- 新道町
- 藤阿久町
- 大島町
- 鳥山下町
- 鳥山中町

## 世帯数と人口
2022年（令和4年）3月31日現在の世帯数と人口は以下の通りである。
| 町丁   | 世帯数  | 人口   |
| ------ | ------- | ------ |
| 新野町 | 479世帯 | 1178人 |

## 交通

### 鉄道
町内に鉄道は通っていない。

## 施設
- 太田市立城西中学校
- 太田市立城西小学校
- 太田市鳥之郷行政センター